# クロレラ
クロレラ（英語：chlorella）はクロレラ属の淡水性単細胞緑藻類の総称。クロレラという名前は、ギリシャ語のchloros（クロロス、緑の意）と、ラテン語のella（エラ、小さいものの意）から合成された名前で、1890年にオランダの微生物学者マルティヌス・ベイエリンクによって発見命名された。
直径2-10μmのほぼ球形をしており、細胞中にクロロフィルを持つため緑色に見える。光合成能力が高く、空気中の二酸化炭素、水、太陽光とごく少量の無機質があれば大量に増殖する。
アメリカの物理化学・生化学者のメルヴィン・カルヴィン (Melvin Calvin) は、クロレラを用いた光合成の研究により1961年ノーベル化学賞を受賞した。
日本では、1929年に東北帝国大学（現・東北大学）教授の柴田萬年がクロレラの純粋分離に成功し、1949年にはアメリカのスポアとGHQから東京大学教授の田宮博にクロレラの大量培養の要請があり、翌1951年、徳川生物学研究所において屋外大量培養を行い、成功している。

## 健康食品として
乾物としての主な成分は、タンパク質45%、脂質20%、糖質20%、灰分10%。その他にビタミン類やミネラル類を含む。
たんぱく質含量が高いため、未来の食料資源のひとつとして培養や研究が行われた時期もあった。大量培養ができるようになった1960年代以降は、健康食品として販売されているが、「免疫能を向上させる」などの効能については、人間に対する有効性を示す信頼できる臨床データはまだ不十分である。基礎研究で抗ウイルス、抗ガン、免疫賦活、糖尿病予防の各作用が認められるが、人の体内では不明。ただ高血圧と高コレステロール血症、肝機能改善のデータがある。また、過去にアレルギー症状を起こしたという報告もある。クロレラに多く含まれるクロロフィルは、分解の過程で光過敏症の原因となるフェオフォルバイトを副生するため、日本ではフェオフォルバイト含有量の上限が定められている。またビタミンKが豊富なため、大量に摂ると抗血液凝固剤ワルファリンの効果を減じる恐れがある、細胞壁が強固なために消化吸収率が悪いなどの指摘もある。

## 問題点
京都の消費者団体・京都消費者契約ネットワークが、「薬品のような効能がある」と誤認する旨の指摘を「サン・クロレラ販売」に対し行った。新聞折込広告などに誤解を招く表示があったとして、京都地裁は、2015年に景品表示法に基いて広告の差し止めを命じた。
なお、1月23日に「サン・クロレラ販売」は京都地裁判決を不服として、大阪高裁に控訴した。
2016年2月25日、大阪高裁（江口とし子裁判長）は差し止めを命じた一審判決を取り消し、請求を棄却した。一審の判決後に問題となった新聞折込広告の配布を中止しているため、差し止めをする必要はないと判断した、としている。

## 厚生省通達
光過敏性と関連するフェオホルバイドの生成防止に関する通達がある。
- “フェオホルバイド等クロロフィル分解物を含有するクロレラによる衛生上の危害防止について（昭和56年5月8日付け環食第99号　厚生省環境衛生局長通知）”. 2018年3月26日閲覧。